# Ludwig Max Praetorius
Ludwig Max Praetorius, auch Max Prätorius (* 15. Mai 1813 in Coburg, Sachsen-Coburg-Saalfeld; † 19. März 1887 in Erlangen, Königreich Bayern), war ein deutscher Porträt-, Tier-, Genre- und Landschaftsmaler.

## Leben
Praetorius war der Sohn eines Coburger Regierungsrates, der Kontakte zu Jean Paul, Friedrich Rückert und Graf Fabrizio Evaristo von Pocci (1766–1844) sowie zum Coburger Hofadel unterhielt und seinen Kindern eine bildungsbürgerliche Erziehung ermöglichte. Zusammen mit seinen Geschwistern nahm Praetorius Zeichenunterricht bei dem Coburger Maler Friedrich Müller (1795–1834). 1828 lebte er vorübergehend in Nürnberg. Am 21. Januar 1833 begann er ein Malereistudium an der Königlichen Akademie der Bildenden Künste in München. In den Jahren 1838 bis 1839 setzte er seine Studien in Düsseldorf fort. Danach ließ er sich in München nieder, wo er sich als Pferde- und Jagdmaler profilierte. Zwischen 1844/45 und 1851 sowie bis 1856 weilte er mehrmals in Rom, in der römischen Campagna und in Olevano Romano. Außerdem unternahm er Reisen nach England zu seinem Bruder Eduard Praetorius (1806–1858), Bibliothekar und deutscher Sekretär des Prinzgemahls Albert von Sachsen-Coburg und Gotha.
Praetorius bezeichnete sich als Porträt- und Tiermaler. Er schuf Porträts für das Haus Sachsen-Coburg und Gotha und Bilder von Jagdgesellschaften (etwa 1837 für Herzog Ernst I. und 1861 für Königin Victoria). In seinem Gesamtwerk fallen die Arbeiten, die während seiner italienischen Reisen entstanden sind, als die künstlerisch reifsten auf: 180
Einzelblätter, daneben neun Skizzenbücher, zeichneten das dort in den 1840er und 1850er Jahren Erlebte auf, Landschaften, Menschen, Tiere, Gegenstände des täglichen Lebens.   
Am 21. Juli 1886 unterschrieb Praetorius sein Testament, in dem er seinen künstlerischen Nachlass (rund 380 Arbeiten und Skizzenbücher) dem Germanischen Nationalmuseum in Nürnberg vermachte.

## Ausstellung
- 1987: Ludwig Max Prätorius, 2. Juni 1987 bis 30. August 1987, Germanisches Nationalmuseum, Nürnberg